# Niši repülőtér
A Niši repülőtér (IATA: INI, ICAO: LYNI) Szerbia egyik nemzetközi repülőtere és katonai légibázisa, amely Niš közelében található. Éves utasforgalma 19 040 fő (2004).
Nevét I. Constantinus római császárról kapta, ki fontos szerepet töltött be Niš történelmében.

## Futópályák
A repülőtér futópályái:
- 11/29

## Forgalom
Az utasforgalom az elmúlt években az alábbi módon változott:
| Utasok száma | 19 040 | 35 518 | 22 870 | 23 627 | 27 426 | 1335 | 124 917 | 351 582 | 154 233 | 389 022 |
|              | 2004   | 2006   | 2008   | 2010   | 2012   | 2014 | 2016    | 2018    | 2020    | 2022    |

## Légitársaságok és úticélok

### Személy
| Légitársaság | Célállomások |
| ------------ | --- |
| Air Serbia   | Bologna, Friedrichshafen, Gothenburg, Hahn, Hannover, Karlsruhe/Baden-Baden, Ljubljana, Nuremberg, Rome–Fiumicino, Salzburg Szezonális: Tivat |
| Ryanair      | Bergamo, Berlin–Brandenburg, Malta |
| Wizz Air     | Basel/Mulhouse, Dortmund, Memmingen, Malmö, Bécs                                                                                              |

### Cargo
| Légitársaság  | Célállomások     |
| ------------- | ---------------- |
| Turkish Cargo | Istanbul–Atatürk |